# Fica Comigo Esta Noite (filme)
Fica comigo esta noite é um filme brasileiro de 2006, do gênero comédia, dirigido por João Falcão, baseado na peça homônima de Flávio de Souza.

## Elenco
- Alinne Moraes .... Laura
- Vladimir Brichta .... Edu
- Laura Cardoso .... dona Mariana
- Milton Gonçalves .... padre
- Zéu Brito .... agente funerário
- Marly Bueno ... mãe de Laura
- Clarice Falcão .... dona Mariana jovem
- Gustavo Falcão .... Fantasma do Coração de Pedra
- Alessandra Maestrini .... Sensitiva

## Prêmios e Indicações
Prêmio Contigo! de Cinema, (Brasil)
- Melhor Fotografia - Mauro Pinheiro Jr. (Indicado)
- Melhor Trilha Sonora - Robertinho do Recife (Indicado)
- Melhor Ator Coadjuvante - Gustavo Falcão (Indicado)